# Libre para amarte
 (срп. За љубав слободна) мексичка је хумористичка теленовела, продукцијске куће Телевиса, снимана 2013.

## Синопсис
Аурора Валенсија је млада девојка, која живи са оцем Вирхиљом, ћеркицом Бланкитом и вереником Рамоном. Зарађује радећи као таксиста и као инструкторка фитнеса у теретани. Рамон је превртљива, али шармантна бигатнга која својим поступцима увек ствара проблеме Аурори, али увек пронађе начин да је поново натера да остане са њим.
Једног дана појављује се Енрике, млади економиста који се враћа из Лондона. Аурору упознаје на аеродрому, а касније се испоставља да је он син дон Закаријаса, власниика такси станице „Крокодили“, за коју ради Аурора.
Постепено ће се међу њима разивити привлачност, али не и љубав, јер је Енрике верен Ромином, док се Аурора постепено удаљава од Рамона. Ромина је хировита девојка, која је од детињства научила добијати оно што жели, откад је упознала Енрикеа у Лондону, жели постати његова супруга по сваку цену. Ромина презире Аурору, и ту мржњу дели са Амелијом, Рамонов мајком, оне ће заједно са Наполеоном сплеткама покушати спречити љубав протагониста.
Иза таксија возача крокодила се види да сви имају једниствену личност. Таксисти поред Ауроре су: Бенхамин, Адела, Гаљо, Пончо, Оливија, људи који су пријатељи и који знају како се суочити са даном у којем су дуже од осам сати за воланом у граду са више од четири и по милиона возила.
Аурорина патња и бол на крају ће бити крунисани искреном и правом љубављу.

## Глумачка постава

### Главне улоге
| Глумац:             | Улога:           |
| ------------------- | ---------------- |
| Глорија Треви       | Аурора Валенсија |
| Габријел Сото       | Енрике дел Пињо  |
| Едуардо Сантамарина | Рамон Сотомајор  |
| Хесус Очоа          | дон Сакаријас    |

### Споредне улоге
| Глумац                     | Улога                    |
| -------------------------- | ------------------------ |
| Лус Елена Гонзалес         | Ромина                   |
| Жаклин Андере              | Амелија Ласкуријан       |
| Хесус Очоа                 | дон Закаријас            |
| Консуело Дувал             | Адела                    |
| Луис Бајардо               | Вирхиљо Валенсија        |
| Едуардо де ла Гарса        | Себастијан Дуке          |
| Миранда Сид                | Бланкита                 |
| Лало Ел Мимо               | Луј                      |
| Маркус Орнељас             | Лукас                    |
| Клаудија Тројо             | Оливија                  |
| Пјер Анхело                | Пончо                    |
| Хорхе Чоке Муњиз           | Агустин                  |
| Лени де ла Роса            | Гаљо                     |
| Хари Гејтнер               | Наполеон Верегара        |
| Лупиљо Ривера              | Лупиљо Ривера            |
| Марисол Сантакруз          | Алисија                  |
| Габријела Кариљо           | Миријам                  |
| Ана Бекоа                  | Сол                      |
| Рикардо Гера               | Густаво                  |
| Едуардо де ла Гарса Кастро | Себастијан               |
| Елена Гереро               | Флоренсија               |
| Норма Ласарено             | Марија Тереса Ласкуријан |
| Умберто Елизондо           | Тибурсио                 |
| Моника Санчез              | Самира                   |
| Салвадор Зербони           | Норберто                 |
| Анаи Фрасер                | Беренисе                 |
| Џоана Бенедек              |                          |
| Виктор Норијега            |                          |
| Рикардо Хил                |                          |
| Карлос Бонавидес           |                          |